# Култура Паленке де Сан Басилио
Сан Басилио де Паленке или Паленке де Сан Басилио, који мештани често називају једноставно Паленке, је село Паленке и корегимиенто (административна јединица) у општини Махатес, Боливар у северној Колумбији. Паленке је био први слободни афрички град у Америци, а 2008. године УНЕСКО га је прогласио ремек-делом усменог и нематеријалног наслеђа човечанства.

## Историја
Шпанци су увели робове Африканце у Јужну Америку кроз долину реке Магдалене. Њено ушће је близу важне луке Картахена де Индијас у коју су пристизали бродови пуни Африканаца. Неки Африканци су побегли и успоставили Паленке де Сан Басилио, град близу Картахене. Ова заједница је успостављена 1619. године, када је Доминго Биохо повео групу од око 30 бегунаца у шуме и није успео да их покори. Биохо се прогласио краљем Бенкосом, а његова паленка Сан Басилио привукла је велики број бегунаца да се придруже његовој заједници. Његови одбегли робови су победили прву експедицију послату против њих, убивши њиховог вођу Хуана Гомеза. Шпанци су се споразумели са Биохом, али су га касније ухватили, оптужили за заверу против Шпанаца и обесили.
Покушали су да ослободе све поробљене Африканце који су стигли у Картахену и били су прилично успешни. Због тога је шпанска круна издала краљевски декрет (1691), гарантујући слободу Африканцима Паленке де Сан Басилио ако престану да примају нове бегунце. Али бегунци су наставили да беже на слободу у Сан Басилио. Године 1696. колонијалне власти су ту умириле једну побуну, као и између 1713–1717. На крају су Шпанци пристали на мировне услове са Паленком де Сан Басилио, а 1772. ова заједница је укључена у округ Махатес.

## Село
Село Паленке де Сан Басилио има популацију од око 3.500 становника и налази се у подножју Монтес де Марије, југоисточно од регионалне престонице Картахене. Реч "паленке" значи "град окружен зидом", а Паленке де Сан Басилио је само једна од многих заједница ограђених зидинама које су основали одбегли робови као уточиште у седамнаестом веку. Од многих паленки одбеглих поробљених Африканаца који су раније постојали, Сан Басилио је једини који је преживео. Многе усмене и музичке традиције имају корене у афричкој прошлости Паленкеа. Африканци су послати у Шпанску Америку по систему уговора.
Село Сан Басилио је насељено углавном Афроколумбијцима који су директни потомци поробљених Африканаца које су довели Европљани током колонизације Америке и који су сачували традицију својих предака и развили сопствени језик; паленкеро.
У селу Паленке де Сан Басилио већина његових становника су црнци и још увек чувају обичаје и језик својих афричких предака. Последњих година људи аутохтоног порекла су се населили на границама Паленкеа, расељени раније због грађанског рата у Колумбији.
Једно од првих антрополошких студија о становницима Паленке де Сан Басилио објавили су антрополог Нина де Фридеман и фотограф Ричард Крос 1979. године под називом Ma Ngombe: guerreros y ganaderos en Palenque.

## Паленкеро језик
Креолски језик базиран на шпанском познат као паленкеро потиче из ове заједнице. Њујорк тајмс је 18. октобра 2007. известио да се сматра да је језик који се говори у Паленкеу једини креолски језик који се говори у Латинској Америци заснован на шпанском. Будући да је креолски језик, његова граматика се значајно разликује од шпанског, што језик чини неразумљивим говорницима шпанског језика. Паленкеро је био под утицајем конго (банту) језика Конга и Анголе, а такође и португалског, језика трговаца робљем који су довели поробљене Африканце у Јужну Америку у 17. веку. Тачне информације о различитим коренима паленкера још увек недостају, а постоје различите теорије о његовом пореклу. 2007. године, мање од половине од 3.000 становника заједнице и даље говори паленкеро.
Лингвиста рођен у паленкеру саставља лексикон за језик, а други састављају речник паленкера. Браниоци паленкера настављају да раде на одржавању језика у животу.

## УНЕСКО
Културни простор Паленкуе де Сан Басилио обухвата друштвене, медицинске и верске праксе, као и музичке и усмене традиције, од којих многе имају афричке корене.
Културни простор Паленкеа није угрожен само економским променама које утичу на локалне начине производње, већ и оружаним сукобом између колумбијских паравојних и локалних герилских група. Изван Паленкуеа, становници су обично изложени дискриминацији и етничким стереотипима који доводе до порицања њихових културних вредности.
Унеско је 2008. године село Паленке де Сан Басилио прогласио ремек-делом усмене и нематеријалне баштине човечанства.